# Riad al-Asaad
Riad al-Asaad (arabisch رياض موسى الأسعد, DMG Riyāḍ Mūsā al-Asʿad; * 1961 in Jabal al-Zawiya, Provinz Idlib, Syrien) ist ein ehemaliger Ingenieur und Oberst der syrischen Luftwaffe.  Er ist der Gründer der Freien Syrischen Armee (FSA) und spielte eine bedeutende Rolle im syrischen Bürgerkrieg. Al-Asaad ist Sunnit.

## Leben
Al-Asaad trat im Alter von 19 Jahren der syrischen Luftwaffe bei und diente dort als Ingenieur. Er stieg zum Oberst auf.  Juli 2011 erklärte er seinen Austritt aus der syrischen Armee und schloss sich der oppositionellen Bewegung an. Seine Familie, wie zahlreiche Familien von Rebellenanführern, wurde nach UN-Angaben durch Regierungstruppen im eigenen Haus exekutiert.
Am 29. Juli 2011 verkündete al-Asaad gemeinsam mit anderen Deserteuren die Gründung der Freien Syrischen Armee (FSA). Ziel war es, einen bewaffneten Widerstand gegen die Regierung von Baschar al-Assad zu organisieren. Unter seiner Führung wuchs die FSA zu einer bedeutenden Oppositionskraft heran.
Am 25. März 2013 wurde al-Asaad bei einem Autobombenanschlag in der Nähe von Mayadin im Osten Syriens schwer verletzt. Er wurde zur Behandlung in die Türkei gebracht, wo sein rechtes Bein amputiert werden musste.
Am 2. November 2017 wurde al-Asaad zum stellvertretenden Premierminister für militärische Angelegenheiten der Syrischen Rettungsregierung ernannt, einer de-facto-Alternativregierung der syrischen Opposition.